# Eogammarus kygi
Eogammarus kygi is een vlokreeftensoort uit de familie van de Anisogammaridae. De wetenschappelijke naam van de soort is voor het eerst geldig gepubliceerd in 1923 door Derzhavin.